# Ефрейтор Бакалово
Ефрейтор Бакалово е село в Североизточна България. То се намира в община Крушари, област Добрич.

## История
На 27 юни 1942 г. е обнародвана министерска заповед № 2191 за преименуване на село Бараклар в с. Ефрейтор Бакалово. Селото е именувано на свещеник Димитър Бакалов.

## Население
Преброяване на населението през 2011 г.
Численост и дял на етническите групи според преброяването на населението през 2011 г.:
|                     | Численост | Дял (в %) |
| Общо                | 280       | 100,00    |
| Българи             | 3         | 1,07      |
| Турци               | 112       | 40        |
| Цигани              | 0         | 0,00      |
| Други               | 0         | 0,00      |
| Не се самоопределят | 0         | 0,00      |
| Неотговорили        | 165       | 58,92     |